# Nordycki Bank Inwestycyjny

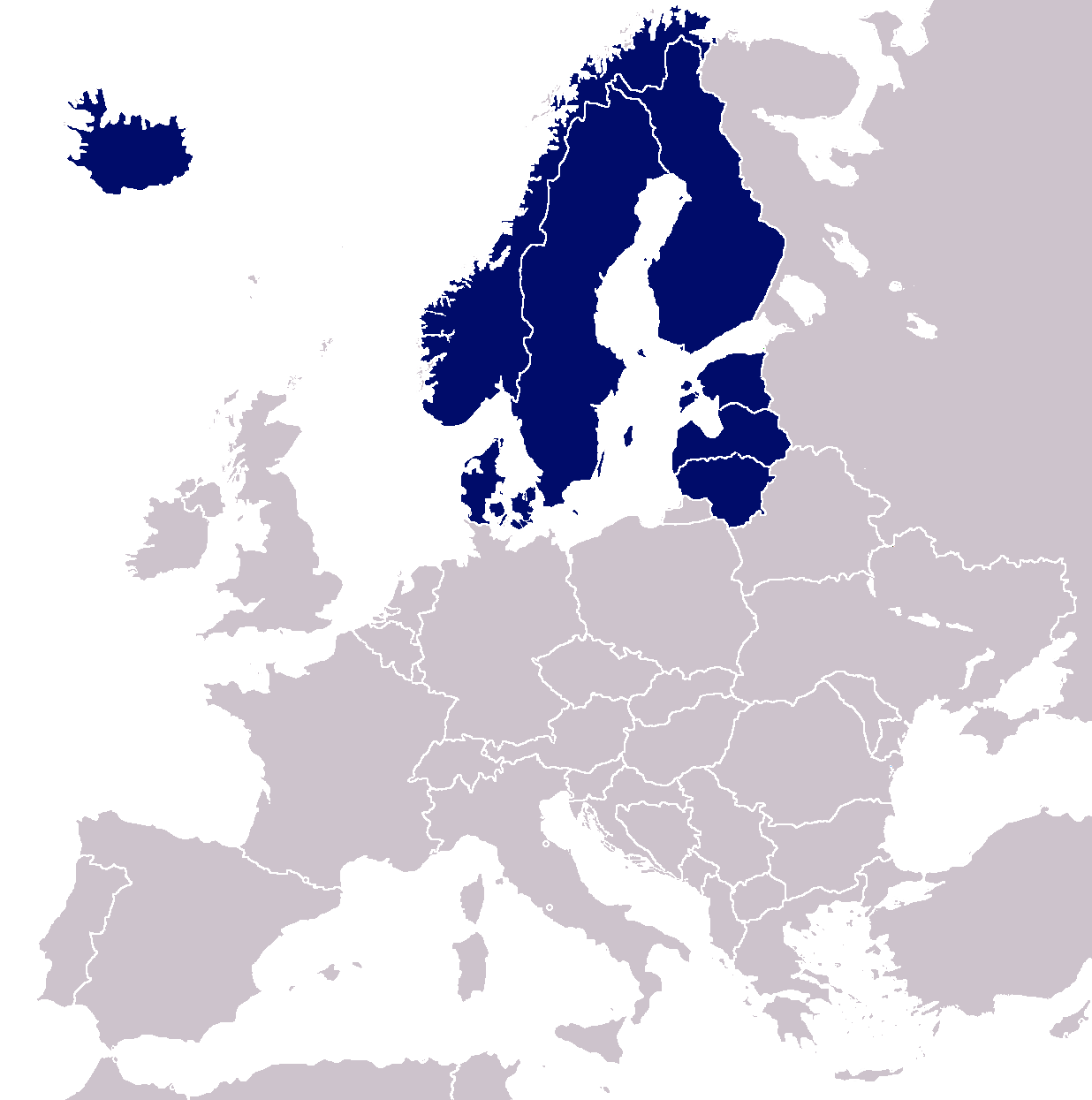
Członkowie NIB w 2005 r.

Nordycki Bank Inwestycyjny (ang. Nordic Investment Bank) – instytucja finansowa utworzona przez Danię, Norwegię, Szwecję, Finlandię oraz Islandię. Bank rozpoczął swoją działalność w 1976 r. 
Obecnie do grona państw skupionych wokół instytucji należą również republiki bałtyckie: Litwa, Łotwa i Estonia.